# 高野村 (京都府)
高野村（たかのむら）は、京都府加佐郡にあった村。現在の舞鶴市の南西部、西舞鶴市街の南西一帯にあたる。

## 地理
- 山岳：千石山

## 歴史
- 1889年（明治22年）4月1日 - 町村制の施行により、女布村・高野由里村・城屋村・野村寺村の区域をもって発足。
- 1936年（昭和11年）8月1日 - 舞鶴町に編入。同日高野村廃止。

## 交通

### 鉄道路線
村域を鉄道省の宮津線（現・京都丹後鉄道宮舞線）が通過したが、駅は所在しなかった。